# Christian Gotthold Engelmann (Apotheker, 1819)
Christian Gotthold Engelmann (* 26. November 1819 in Stuttgart; † 11. Februar 1884 in Basel) war ein deutscher Apotheker und Chemiefabrikant und begründete die Baseler Linie der Familie Engelmann. Sein gleichnamiger Vater Christian Gotthold Engelmann (1787–1847) war ebenfalls Apotheker und Chemiefabrikant.

## Leben

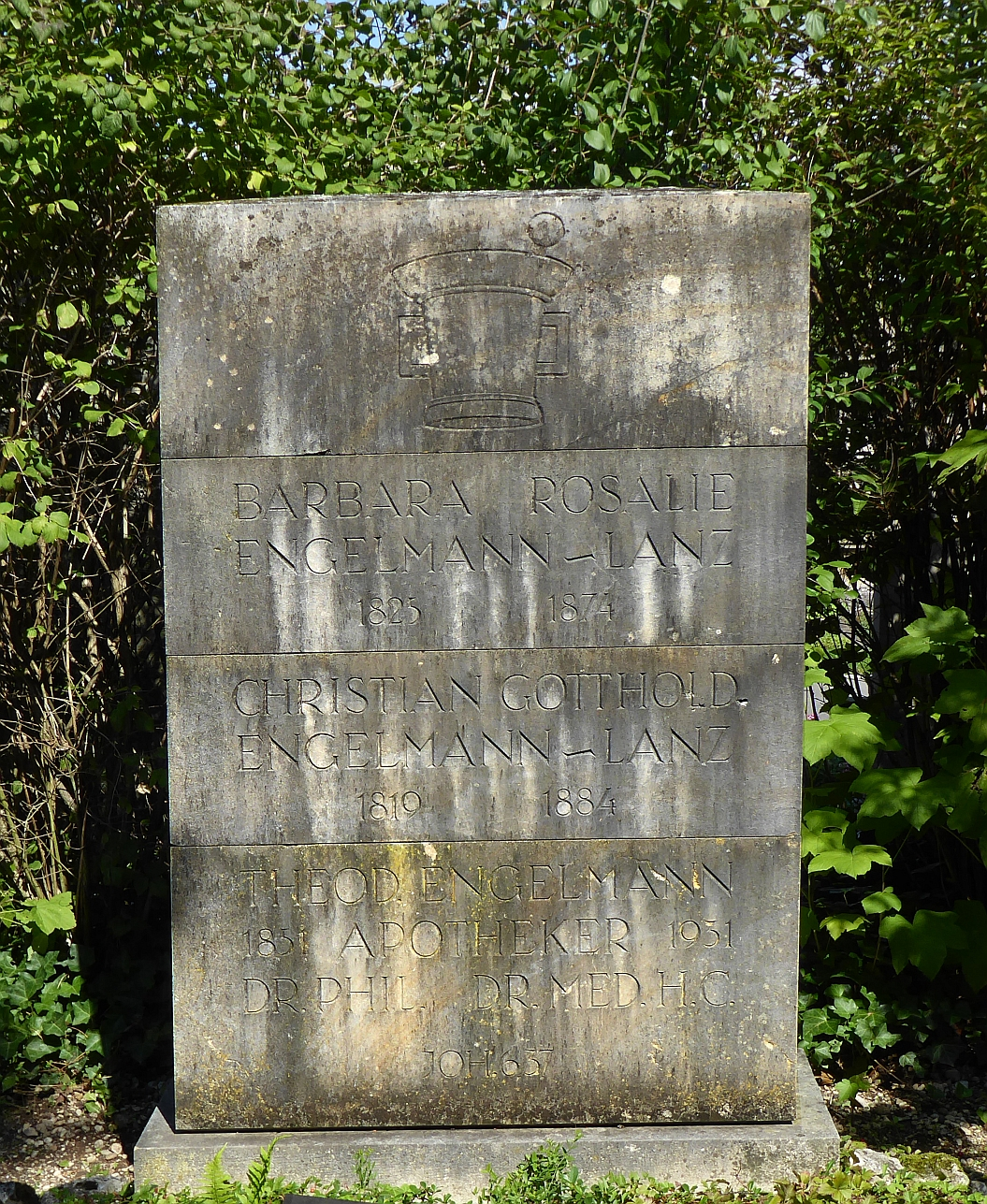
Familiengrab Engelmann

Christian Gotthold Engelmann (1819–1884) wurde am 26. November 1819 in Stuttgart als Sohn von Christian Gotthold Engelmann (1787–1847) geboren und erlernte wie sein Vater den Beruf des Apothekers. Nach 4 Jahren Lehrzeit in Bönnigheim und 2 Jahren als Gehilfe in Tuttlingen und Marbach arbeitete er in der väterlichen Fabrik in Stuttgart und besuchte chemische Laboratorien in Paris. 1844 studierte er ein Semester lang Chemie an der Universität Gießen unter Justus von Liebig.
Am 3. Oktober 1846 legte er in Stuttgart das Apothekerexamen ab und trat in die väterliche Firma ein, wo er im Labor arbeitete. Er heiratete 1850 Rosalie Lanz (1825–1874) aus Wattwil in der Schweiz. Ein Sohn aus dieser Verbindung war Theodor Engelmann (1851–1931). Nach 1853 lebte Engelmann in Bern, wo die Eltern seiner Mutter wohnten. 1866 erwarb er in Klein-Basel die Kellermannsche Apotheke, die er 1881 an seinen Sohn Theodor Engelmann übergab. Engelmann starb am 11. Februar 1884 im Alter von 63 Jahren in Basel. Seine Frau starb zehn Jahre vorher am 31. Dezember 1874 im Alter von 49 Jahren in Basel. Engelmann, seine Frau und der Sohn Theodor Engelmann wurden in einem Familiengrab auf dem Friedhof Wolfgottesacker in Basel bestattet.